# Sabatieria armata
Sabatieria armata is een rondwormensoort uit de familie van de Comesomatidae. De wetenschappelijke naam van de soort is voor het eerst geldig gepubliceerd in 1952 door Gerlach.